# Haemanthus dasyphyllus
Haemanthus dasyphyllus là một loài thực vật có hoa trong họ Amaryllidaceae. Loài này được Snijman mô tả khoa học đầu tiên năm 1984.